# Sigismund Löw

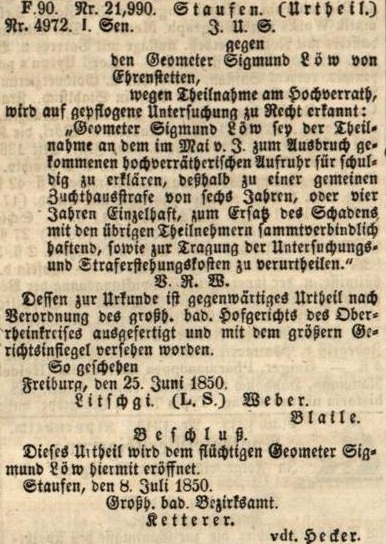

Sigismund Low (in seiner Jugend auch als Sigmund Löw bekannt; * 25. November 1825 in Ehrenstetten im Großherzogtum Baden; † 3. Februar 1898 in Pittsburgh.) war ein deutsch-amerikanischer Bauingenieur und Bürgerführer.

## Deutsche Ursprünge
Sigismund Löw studierte am Karlsruher Polytechnikum und schloss sein Studium 1848 mit der staatlichen Prüfung zum Geometer (Landvermesser) ab. Zusammen mit einigen Kommilitonen beteiligte er sich 1849 an der Badischen Revolution gegen das herrschende großherzogliche Regime. Als Major führte er ein Bataillon lokaler Zivilmilizen an, die in den Schlachten bei Waghäusel und Kuppenheim gegen die preußische Armee kämpften. Bei der letzten Belagerung von Rastatt geriet er in Gefangenschaft, floh mit Hilfe von Freunden aus seiner Studienzeit in die Schweiz und wanderte 1850 nach Amerika aus (siehe auch: Forty-Eighters). Wegen seiner Rolle in der Revolution wurde er in Abwesenheit zu sechs Jahren Gefängnis (oder vier Jahren Einzelhaft) verurteilt.

## Ingenieurkarriere in Amerika

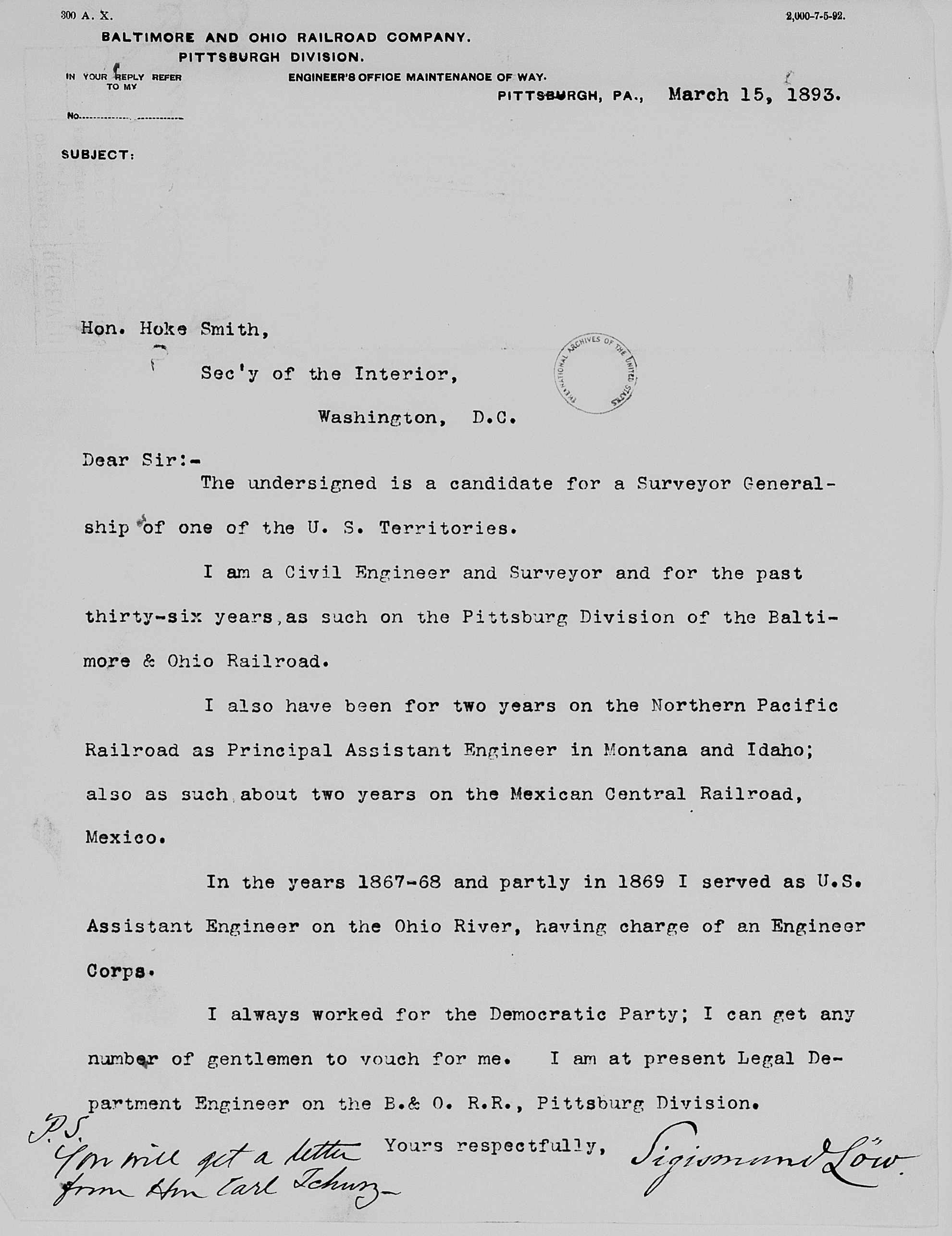
Sigismund Lows Brief an den US-Innenminister, in dem er sich um die Stelle eines Generalvermessers in New Mexico bewirbt. Darin beschreibt er seine Erfahrungen und schreibt über Briefpapier der Baltimore and Ohio Railroad.

Nach seiner Ankunft in Amerika nutzte er seine Vermessungskenntnisse in den folgenden Jahrzehnten beim Bau mehrerer Eisenbahnstrecken. Low war als Ingenieur für die Vermessung und den Bau der Pittsburgh and Connellsville Railroad (P&C) verantwortlich, die von der Baltimore and Ohio Railroad finanziert und schließlich in diese eingegliedert wurde. Die P&C war ein wichtiger Impulsgeber für das Wirtschaftswachstum in West-Pennsylvania, da sie eine Alternative zur oft monopolistischen Pennsylvania Railroad bot. Die Leitung der Arbeiten zur Fertigstellung des Sand Patch Tunnels, eines fast anderthalb Kilometer langen Abschnitts im oberen Teil der Appalachen, verschaffte Low große Aufmerksamkeit.
Vor seiner Ankunft in Amerika hatte Low in Deutschland Vermessungen des Rheins durchgeführt. Nach seiner Beförderung zum Straßenbaumeister bei P&C im Jahr 1866 wurde Low als stellvertretender Bauingenieur in das US-Kriegsministerium berufen und leitete die folgenden zwei Jahre Vermessungen zweier Abschnitte des Ohio River (Clipper Mills, Ohio, nach Cincinnati, Ohio, und Evansville, Indiana, nach Cairo, Illinois). Die Vermessungen ermöglichten es der Bundesregierung, die kommerzielle Nutzung des mächtigen Flusses und das Hochwassermanagement zu planen.
Nach Abschluss der Vermessungsarbeiten kehrte er für den Rest seiner Karriere zu P&C/B&O zurück, mit Unterbrechungen durch Projekte mit der Northern Pacific im Yellowstone-Gebiet und im mexikanischen Zentralmeer.

## Bürgerschaftliches Engagement
Low, der zuvor den Demokraten angehörte, nahm im Februar 1856 als Delegierter für Pennsylvania am ersten Parteitag der Republikanischen Partei in Pittsburgh teil. Er und Charles Thumm vertraten deutsche Bürger, die gegen die Sklaverei waren.

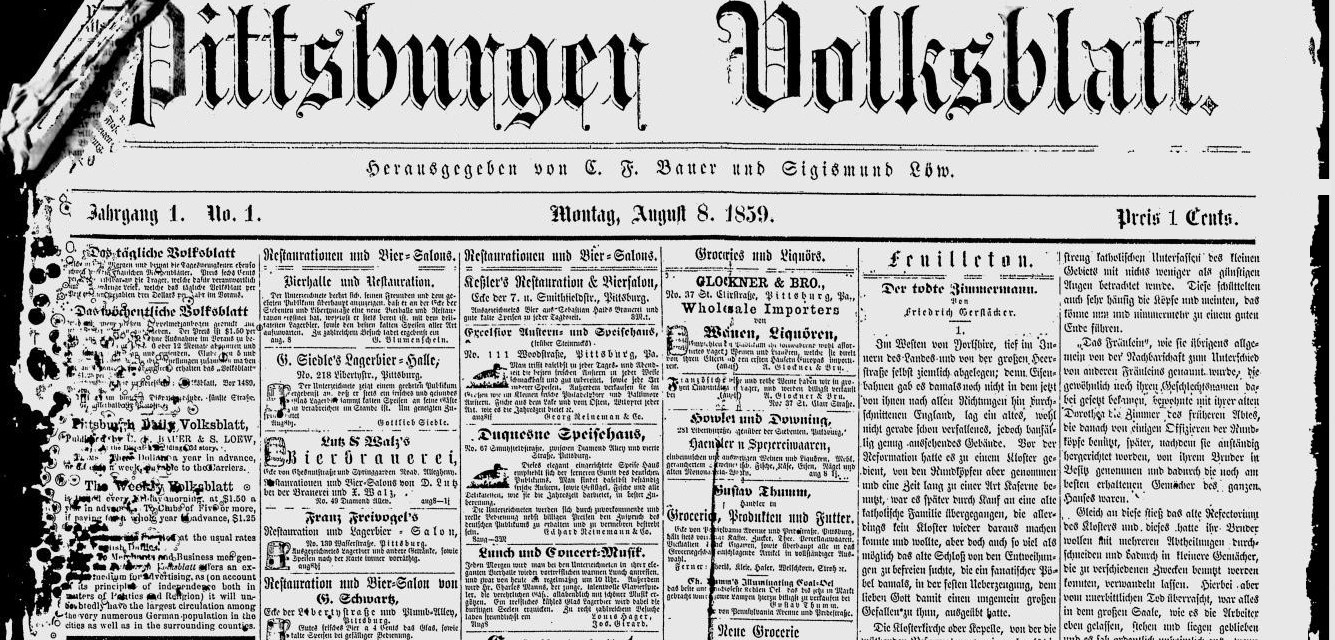

Löw war Gründer des Pittsburgher Volksblatts, einer bedeutenden deutschsprachigen Zeitung, die 1859 gegründet wurde. Während seiner Arbeitsreisen nach Montana, Utah und Mexiko teilte er einige seiner Erfahrungen und Beobachtungen in Leserbriefen mit. Diese Berichte wurden von anderen deutschsprachigen Zeitungen im ganzen Land sowie in Deutschland veröffentlicht.
Als die Konföderiertenarmee 1863 ihren Marsch nach Norden begann, wuchs in Pennsylvania die Besorgnis über eine Invasion. Low entwickelte Pläne und beaufsichtigte den Bau einer großen Befestigungsanlage auf dem Squirrel Hill in Pittsburgh.
Er wurde 1866 ohne Gegenkandidaten in den Stadtrat von Pittsburgh für den 3. Bezirk gewählt und blieb diesem bis 1868 treu.